# Sonnenseestadion

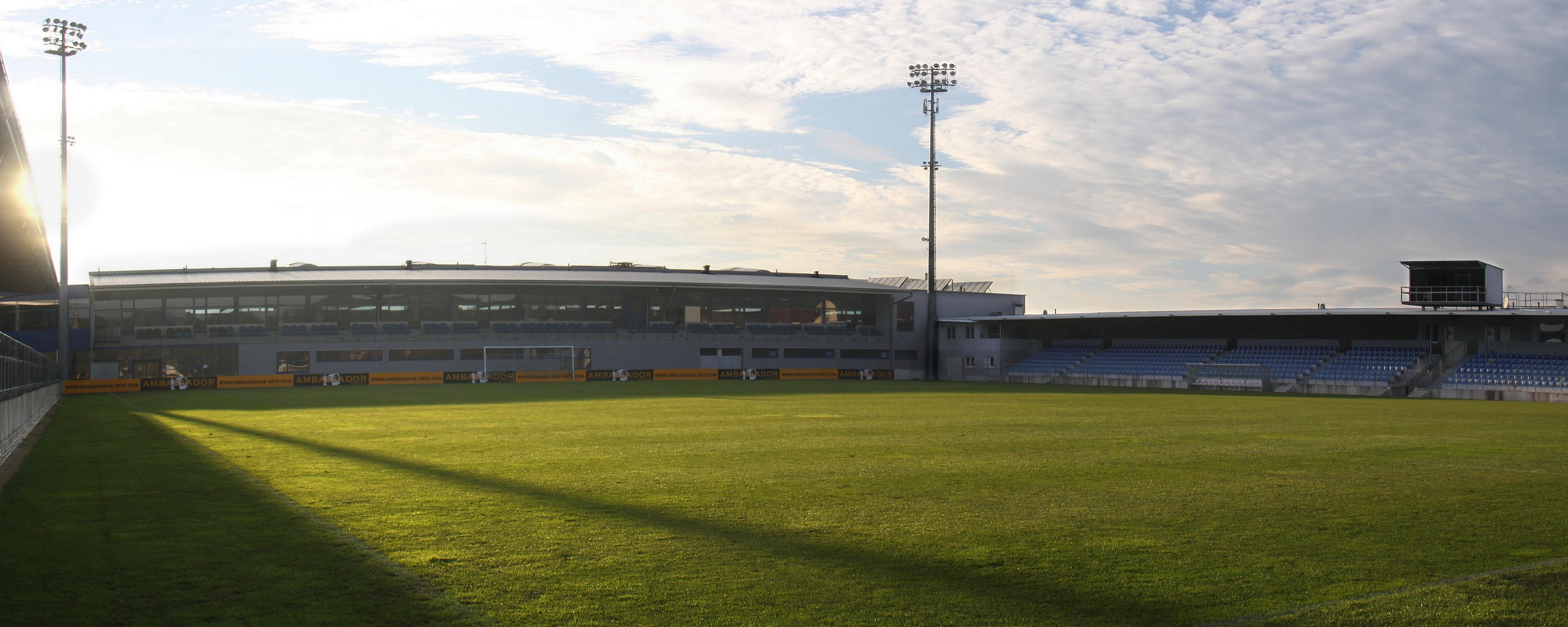
Der Innenraum des Sonnenseestadions

Das Sonnenseestadion ist ein Fußballstadion in der burgenländischen Gemeinde Ritzing. Es bietet 5000 Zuschauern Platz und ist damit in Österreich bundesligatauglich. Die Mannschaft des SC Ritzing bestreitet hier ihre Spiele in der Burgenlandliga.